# Калибровка векторного потенциала
Калибро́вка ве́кторного потенциа́ла — наложение дополнительных условий, позволяющих однозначно вычислить векторный потенциал электромагнитного поля ({\displaystyle \mathbf {A} }) при решении тех или иных физических задач. Налагаемые условия являются искусственными и служат для упрощения математических выкладок. Наиболее широкое распространение получили калибровка Кулона и калибровка Лоренца, но существуют и применяются и другие калибровки.

## Возможность и смысл калибровки
При введении векторного ({\displaystyle \mathbf {A} }) и скалярного ({\displaystyle \varphi }) потенциалов электромагнитного поля возникает неоднозначность, не создающая никаких проблем фундаментального плана, но требующая разрешения для проведения расчётов в конкретных задачах. А именно, преобразования
{\displaystyle \mathbf {A} \rightarrow \mathbf {A} +\nabla \psi },
{\displaystyle \varphi \rightarrow \varphi -{\frac {\partial \psi }{\partial t}}},
где {\displaystyle \psi =\psi ({\vec {r}},t)} — произвольная скалярная функция координат ({\displaystyle {\vec {r}}}) и времени ({\displaystyle t}), не изменяют вида уравнений Максвелла, а значит, допустимы с физической точки зрения. Необходимо остановиться на каком-то выборе данной функции, причём он может быть сделан из соображений математического удобства. На практике осуществляется не фиксация функции {\displaystyle \psi } (при предварительно введённых потенциалах), а наложение некоторого дополнительного условия на сами потенциалы.

## Примеры калибровок

### Кулоновская калибровка
Кулоновская калибровка — выбор векторного потенциала магнитного поля (A) с дополнительным условием
{\displaystyle \operatorname {div} \,\mathbf {A} =0}
Эта калибровка применяется для рассмотрения нерелятивистских магнитостатических задач.

### Калибровка Лоренца
Калибровка Лоренца — выбор векторного потенциала электромагнитного поля с условием (в СГС)
{\displaystyle \operatorname {div} \,\mathbf {A} +{1 \over c}{\partial \mathbf {\varphi }  \over \partial t}=0}, где {\displaystyle \varphi } — электростатический потенциал.
Эта калибровка применяется для рассмотрения динамических задач. Калибровка Лоренца сохраняется при преобразованиях Лоренца и в ковариантной форме может быть записана как
{\displaystyle {\partial A_{\mu } \over \partial x_{\mu }}=0}

### Калибровка Ландау
Калибровка Ландау — выбор векторного потенциала магнитного поля в виде
{\displaystyle {\vec {A}}({\vec {r}})=Bx{\vec {e}}_{y}}, где {\displaystyle B} — магнитное поле, а {\displaystyle {\vec {e}}_{y}} — единичный орт по направлению оси y.
Используется для удобства при решении уравнения Шрёдингера в магнитном поле, поскольку позволяет разделить переменные в декартовой системе координат и получить так называемые уровни Ландау.

### Симметричная калибровка
Симметричная калибровка — выбор векторного потенциала магнитного поля в виде
{\displaystyle {\vec {A}}({\vec {r}})={\frac {1}{2}}{\vec {B}}\times {\vec {r}}}, где {\displaystyle {\vec {B}}} — вектор магнитного поля, а {\displaystyle {\vec {r}}} — радиус-вектор.

### Калибровка Лондонов
Калибровка Лондонов — выбор векторного потенциала магнитного поля таким образом, чтобы выполнялись условия
{\displaystyle \operatorname {div} \,{\vec {A}}=0}
{\displaystyle {\vec {A}}\cdot {\vec {n}}=0}, где {\displaystyle {\vec {n}}}—вектор нормали к поверхности сверхпроводника.
В этой калибровке упрощается запись уравнения Лондонов для линейной электродинамики сверхпроводников.

### Калибровка Вейля
Калибровка Вейля — выбор векторного потенциала магнитного поля таким образом, чтобы выполнялись условие
{\displaystyle \varphi =0}
Другие названия — калибровка Гамильтона
{\displaystyle A_{4}=0}

### Калибровка Пуанкаре
Калибровка Пуанкаре (мультиполярная калибровка) — выбор векторного потенциала магнитного поля таким образом, чтобы выполнялись условие
{\displaystyle \mathbf {r} \cdot \mathbf {A} =0}

### Калибровка Фока — Швингера
Калибровка Фока — Швингера — выбор векторного потенциала магнитного поля таким образом, чтобы выполнялись условие
{\displaystyle \mathbf {r} \cdot \mathbf {A} +t\cdot \varphi =0},
или
{\displaystyle x^{\mu }A_{\mu }=0}

### Калибровка Дирака
{\displaystyle A_{\mu }A^{\mu }=k^{2}}